# Lucrezia Crivelli
Lucrezia Crivelli, född 1464, död 1534, var en italiensk adelskvinna. 
Hon var hovdam till Beatrice d'Este samt älskarinna till Ludovico Sforza under och efter hans äktenskap. 
Hon utpekas som modell för tavlan Porträtt av en kvinna av Leonardo da Vinci.